# Ungrej
Ungrej é uma comuna (em albanês:  komuna) da Albânia localizada no distrito de Lezhë, prefeitura de Lezhë.